# 饺子 (电影)
《饺子》（英語：Dumplings）是香港恐怖片，導演陳果，由杨千嬅領銜主演，梁家輝、白靈主演，楊愛瑾特別演出。

## 剧情
该片是香港、日本、韩国合拍片《三更2》的一个单元。讲述过气女星艾菁菁面对色衰爱弛的情况，用吃胎儿的做法來慢慢恢复青春，但是她的身體開始散发出腐肉的气味。

## 演出
| 演员   | 角色   | 备注 |
| 杨千嬅 | 艾菁菁 | 李太，與丈夫結婚多年膝下猶虛。隨年華漸長，怕人老珠黃留不住丈夫，才光顧媚姨希望能令自己回春，吃下媚姨將琪琪的死胎製成的餃子後身體出現異味。媚姨替琪琪進行人工流產後，琪琪失血過多死亡，媚姨逃離香港。後艾菁菁發現丈夫跟另一名女子有染並懷孕，遂用高價誘使女子提早以引產方式強行產下未足月的嬰兒，並製成餃子進食。 |
| 梁家辉 | 李世傑 | 艾菁菁丈夫 |
| 白靈   | 媚姨   | 自稱已年過六十。替因亂倫而懷孕的琪琪作人工流產，琪琪產後出血過多身亡。 |
| 田朴珺 |        | 年輕貌美的飯店按摩師，與李世傑外遇後懷孕 |
| 楊愛瑾 | 小琪   | 被父強姦而懷孕的少女，在母親陪同下到媚姨家進行人工流產，後因出血過多不幸身亡。 |
| 黃素歡 | 小琪媽 | 因帶女兒到媚姨家進行人工流產，女兒出血過多身亡。過於自責又受不了刺激，最終持刀殺夫 |

## 軼事
- 此電影是楊千嬅首次擔任三级片第一女主角。
- 部分观众认为这是一部三级片，但是杨千嬅否认。[2]
- 该片改变了杨千嬅的婚姻观。[3]
- 该片参加第55屆柏林影展、第61屆威尼斯影展。[4][5]
- 该片是杨千嬅的第一次“床戏”。[6]
- 白靈憑本片獲第24屆香港電影金像獎最佳女配角、第41屆金馬獎最佳女配角、第10屆香港電影金紫荊獎最佳女配角、第5屆華語電影傳媒大獎最佳女配角。
- 拍攝墮胎戲期間，楊愛瑾在用了保鮮紙及兩條打底褲的情況下，拍了五個小時。該場戲還找來了醫生、護士等專業人士監場。[7]
- 該片讓楊愛瑾有陰影。[8]

## 獎項
| 頒獎典禮                   | 獎項         | 名字           | 結果 |
| -------------------------- | ------------ | -------------- | ---- |
| 第41屆金馬獎               | 最佳導演     | 陳果           | 提名 |
| 第41屆金馬獎               | 最佳女配角   | 白靈           | 獲獎 |
| 第41屆金馬獎               | 最佳造型設計 | 奚仲文、吳里璐 | 提名 |
| 第41屆金馬獎               | 最佳剪輯     | 田十八         | 提名 |
| 第11屆香港電影評論學會大獎 | 最佳電影     |                | 提名 |
| 第11屆香港電影評論學會大獎 | 最佳導演     | 陳果           | 提名 |
| 第11屆香港電影評論學會大獎 | 最佳編劇     | 李碧華         | 提名 |
| 第11屆香港電影評論學會大獎 | 最佳男演員   | 梁家輝         | 提名 |
| 第11屆香港電影評論學會大獎 | 最佳女演員   | 白靈           | 提名 |
| 第11屆香港電影評論學會大獎 | 推薦電影     |                | 獲獎 |
| 第24屆香港電影金像獎       | 最佳編劇     | 李碧華         | 提名 |
| 第24屆香港電影金像獎       | 最佳女配角   | 白靈           | 獲獎 |
| 第24屆香港電影金像獎       | 最佳男配角   | 梁家輝         | 提名 |
| 第24屆香港電影金像獎       | 最佳攝影     | 杜可風         | 提名 |
| 第24屆香港電影金像獎       | 最佳美術指導 | 奚仲文、黃炳耀 | 提名 |